# Кінгсбері (Нью-Йорк)
Кінгсбері (англ. Kingsbury) — місто (англ. town) в США, в окрузі Вашингтон штату Нью-Йорк. Населення — 12 968 осіб (2020).

## Демографія
Згідно з переписом 2010 року, у місті мешкала 12 671 особа в 5229 домогосподарствах у складі 3261 родини. Було 5586 помешкань
Расовий склад населення:
| - 96,8 % — білих - 0,9 % — чорних або афроамериканців - 0,4 % — азіатів - 0,2 % — корінних американців |

До двох чи більше рас належало 1,4 %. Частка іспаномовних становила 1,9 % від усіх жителів.
За віковим діапазоном населення розподілялося таким чином: 22,3 % — особи молодші 18 років, 64,2 % — особи у віці 18—64 років, 13,5 % — особи у віці 65 років та старші. Медіана віку мешканця становила 38,5 року. На 100 осіб жіночої статі у місті припадало 96,4 чоловіків;  на 100 жінок у віці від 18 років та старших — 93,2 чоловіків також старших 18 років.
Середній дохід на одне домашнє господарство  становив 62 683 долари США (медіана — 48 771), а середній дохід на одну сім'ю — 71 195 доларів (медіана — 54 813). Медіана доходів становила 41 343 долари для чоловіків та 34 248 доларів для жінок. За межею бідності перебувало 16,0 % осіб, у тому числі 23,3 % дітей у віці до 18 років та 6,4 % осіб у віці 65 років та старших.
Цивільне працевлаштоване населення становило 6405 осіб. Основні галузі зайнятості: освіта, охорона здоров'я та соціальна допомога — 21,7 %, роздрібна торгівля — 15,6 %, виробництво — 12,7 %, мистецтво, розваги та відпочинок — 10,8 %.